# Jaklovce
Jaklovce(allemand : Jeckelsdorf) est un village de Slovaquie situé dans la région de Košice.

## Histoire
Première mention écrite du village en 1282.

## Démographie

### Évolution de la population
| Année:               | 1994. | 2004.   | 2014.   | 2024.   |
| -------------------- | ----- | ------- | ------- | ------- |
| Nombre de personnes: | 1957  | 1972    | 1905    | 1802    |
| Différence:          |       | +0,76 % | -3,39 % | -5,40 % |

| Année:               | 2023. | 2024.   |
| -------------------- | ----- | ------- |
| Nombre de personnes: | 1812  | 1802    |
| Différence:          |       | -0,55 % |